# 震える牛
『震える牛』（ふるえるうし）は、相場英雄による推理小説。
2012年1月31日に小学館から刊行され、2013年5月8日に小学館文庫版が発刊された。
BSE問題、食品偽装問題を扱った社会派サスペンス。警視庁捜査一課継続捜査班の刑事が、事件発生から2年経っても未解決の「中野駅前居酒屋強盗殺人事件」の捜査を命じられる。食品偽装問題を追う女性記者や、食品偽装を隠蔽しようとする企業と警察組織の攻防などを描く。
発行部数は2013年12月の時点で28万部を超えている。
2013年6月には、WOWOWの連続ドラマW枠でテレビドラマ化され放映された。

## あらすじ
田川信一は警視庁捜査一課継続捜査班の刑事。
ある日、田川は未解決の「中野駅前居酒屋強盗殺人事件」に疑問を抱き、捜査を開始する。事件は5年前に発生。覆面姿の犯人が店員から金を奪い、店にいた獣医師と暴力団関係者を殺害した。初動捜査での犯人像は金目当ての外国人だった。被害者同士の面識はなく、それぞれひとりで待ち合わせ相手を待っているところだった。地道な聞き込みを重ねた田川は、食肉加工会社ミートボックスにたどり着く。
さらに事件の直後、殺害された獣医師の部屋に空き巣が入り、2台のパソコンのみが盗まれていたことが発覚する。田川は、犯人の真の目的は金ではなく、2人を殺害することだったのではないかと疑念を抱く。そんな最中に田川は、ニュースサイト「Biz.Today（ビズトゥデイ）」の記者の鶴田真純と再会する。鶴田も読者から得た情報をもとに、悪評のあるミートボックスの食品偽装疑惑を探っているところだった。
ミートボックスは八田富之が社長を務める精肉加工会社であり、加工肉をスーパーや居酒屋などに卸していた。どこよりも安い加工肉を販売することで業績を伸ばしていたが、それは驚愕の食品偽装によって実現されていたものであった。牛100%を謳っておきながら、実際はそのままではとても食べられないような老廃牛の肉に代替肉や添加物などを混ぜ合わせたものだった。
捜査を進める上で田川は、オックスマートがBSEの隠蔽に関わっていたことを突き止めるに至ったものの、確たる証拠が掴めずにいた。そこに何者かからの力が働き、捜査自体が頓挫してしまう。

## 主要登場人物
田川 信一（たがわ しんいち）
警視庁捜査一課継続捜査班刑事。未解決の「中野駅前居酒屋強盗殺人事件」の捜査を命じられる。
鶴田 真純（つるた ますみ）
ビズ・トゥディ記者。ミートボックスの食品偽装問題を追う。
滝沢 文平（たきざわ ぶんぺい）
オックスマート取締役。
八田 富之（はった とみゆき）
ミートステーション社長。
宮田 次郎（みやた じろう）
警視庁捜査一課課長。田川信一の上司。

## 書籍情報
- 単行本：小学館、2012年1月31日 ISBN 978-4-09-386319-3
- 文庫本：小学館文庫、2013年5月8日 ISBN 978-4-09-408821-2

## テレビドラマ
2013年6月16日から7月14日にWOWOW「連続ドラマW」枠で放送された。
主演は三上博史。2011年に三上が主演したドラマ『下町ロケット』でタッグを組んだ鈴木浩介監督が再びメガホンをとり、プロデュースの青木泰憲、音楽の羽岡佳という『下町ロケット』のスタッフが再集結した。共演者には、三上とドラマW『パンドラ』以来タッグを組んできた青木プロデューサーがあえて今まで三上と共演したことのない俳優たちを選んでキャスティングしたため、三上は「モチベーションや緊張感をもって撮影に参加できた。これも愛情ですね。」とコメントしている。
ドラマはTCエンタテインメントによりDVD化された。2014年1月8日にリリースされ、同日にTSUTAYA限定でレンタルがスタートした。

### キャスト
捜査関係者
田川信一
演 - 三上博史
警視庁捜査一課継続捜査班刑事。
池本功治
演 - 遠藤要
警視庁捜査一課第三強行犯捜査班所属。田川信一と共に5年前の事件の再捜査をする。
宮田次郎
演 - 佐野史郎
警視庁捜査一課課長。田川信一の上司。
矢島達夫
演 - 羽場裕一
警視庁特命捜査対策室理事官。
群馬県警刑事
演 - 螢雪次朗
田川信一に協力する群馬県警刑事。

ビズトゥデイ
鶴田真純
演 - 吹石一恵
ビズ・トゥデイ記者。
ビズ・トゥデイ編集長
演 - 袴田吉彦
鶴田真純の上司。

オックスマート
柏木友久
演 - 小野寺昭
オックスマート社長。オックスマートを個人商店から大手スーパーに成長させた敏腕経営者。
柏木信友
演 - 平山浩行
柏木友久の息子。オックスマートスーパー事業本部長。
村上冴子
演 - 白石美帆
女優。柏木信友の恋人。オックスマートCMキャラクタ。増渕要三の孫娘。
滝沢文平
演 - 小林薫
オックスマート取締役経営企画部長。
加藤圭太
演 - 田中幸太朗
オックスマート社員。田川梢の恋人。
田川梢
演 - 木村文乃
田川信一の娘。オックスマート社員。精肉売り場に勤める新入社員。

ミートボックス
八田富之
演 - 古田新太
ミートボックス社長。自ら開発したレシピで商品を生産している。
小松隆
演 - 温水洋一
元ミートボックス社員。鶴田真純のミートボックスの食品偽装告発の情報提供者となる。
ミートボックス社員
演 - 遠山俊也
小松隆から協力を要請される。
ミートボックス社員
演 - 小林正寛

赤間家
赤間裕也
演 - 本田大輔
増渕牧場に出入りする獣医。
赤間裕也の妹
演 - 大村彩子
川津香
演 - 奥田恵梨華
赤間裕也の恋人。私立聖文学院中学校の教師。

田川家
田川さとみ
演 - 床嶋佳子
田川信一の妻。
田川信一の父
演 - 大出俊
田川信一の父。シャッター街となってしまった商店街で電気店を続ける。

その他
増渕要三
演 - 竜雷太
増渕牧場主。オックスマートに牛肉を卸している。
西野守
演 - 橋本さとし
暴力団関係者。産業廃棄物業を営む。問題のある家畜の処分を行う。
西野守の母
演 - 吉村実子
農林水産省職員
演 - 相島一之
奈津代
演 - 赤間麻里子
- 五代高之

### スタッフ
- 原作 - 相場英雄『震える牛』（小学館刊）
- 脚本 - 篠崎絵里子
- 監督 - 鈴木浩介、権野元
- 音楽 - 羽岡佳
- プロデュース - 青木泰憲
- 制作協力 - 国際放映[6]
- 製作著作 - WOWOW

### 放送日程
| 放送回 | 放送日  | サブタイトル | 監督     |
| ------ | ------- | ------------ | -------- |
| 第1話  | 6月16日 |              | 鈴木浩介 |
| 第2話  | 6月23日 |              | 鈴木浩介 |
| 第3話  | 6月30日 |              | 権野元   |
| 第4話  | 7月07日 |              | 鈴木浩介 |
| 第5話  | 7月14日 |              | 鈴木浩介 |